# Sandžak-bej
Sandžak-bej (nebo Sandžak-beg) byl titul, udělovaný v Osmanské říši bejovi (vyšší důstojník, ale obvykle ne paša), který stál v čele vojensko správní jednotky - sandžaku. Zodpovídal se válímu nebo jinému provinčnímu guvernérovi. V několika případech se sandžak-bej zodpovídal přímo Istanbulu. Název titulu má vojenský původ, sandžak znamená vlajka nebo standarta a označoval insignie, kolem kterých se v době války shromažďovali jezdci, držitelé léna (timar), z určité oblasti.